# Prikalitz
Prikalitz ist ein Ort in Kärnten, der lange Zeit durch Gemeinde- und Bezirksgrenzen geteilt war. Abgekommen ist mittlerweile der Teil des Weilers, der früher als Ortschaft der damaligen Gemeinde Hörzendorf geführt wurde und heute auf dem Gebiet der Gemeinde Sankt Veit an der Glan liegt; der Rest des Orts bildet eine Ortschaft in der Gemeinde Maria Saal (Bezirk Klagenfurt-Land) mit 0 Einwohnern (Stand 1. Jänner 2024).
Der Name des Orts soll sich von britva (slowenisch für Rasiermesser) ableiten. Der Ortsname wurde früher auch Witternitz, Writalic, Writalitz, Prikaliz, Prikelitz und Priekelitz geschrieben.

## Lage
Der Ort liegt in Mittelkärnten, im Glantaler Bergland, am Südabhang des Ulrichsbergs, südwestlich von Pörtschach am Berg. Quer über die Lichtung, auf der der Ort liegt, verläuft eine Grenze: der nordöstliche Teil der Lichtung liegt auf dem Gebiet der Katastralgemeinde Galling und gehört somit zur politischen Gemeinden Sankt Veit an der Glan im Bezirk Sankt Veit an der Glan; der südwestliche Teil der Lichtung liegt auf dem Gebiet der Katastralgemeinde Karnburg und gehört zur politischen Gemeinden Maria Saal im Bezirk Klagenfurt-Land.

## Bevölkerungsentwicklung des gesamten Orts
Für den Ort ermittelte man folgende Einwohnerzahlen:
- 1869: 4 Häuser, 25 Einwohner
- 1880: 4 Häuser, 23 Einwohner
- 1910: 4 Häuser, 9 Einwohner
- 1961: 2 Häuser, 7 Einwohner
- 2001: 3 Gebäude, 2 Einwohner
- 2011: 3 Gebäude, 0 Einwohner

## Ehemalige Ortschaft Prikalitz (Gemeinde Hörzendorf)

### Geschichte

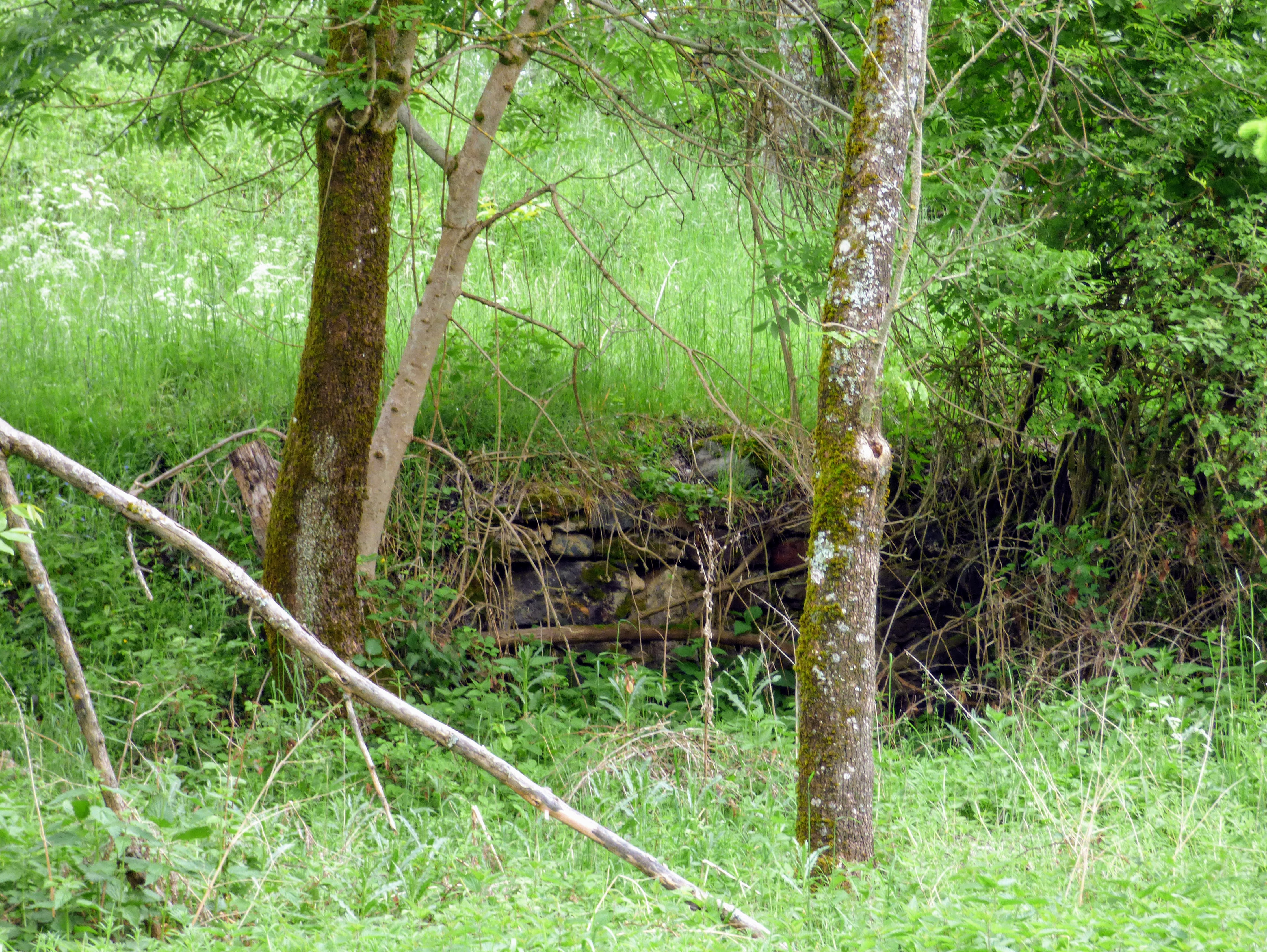
Hausruine Prikalitz

In der Steuergemeinde Galling liegend, gehörte der nordöstliche Teil des Orts in der ersten Hälfte des 19. Jahrhunderts zum Steuerbezirk Karlsberg. Bei Bildung der Ortsgemeinden im Zuge der Reformen nach der Revolution 1848/49 kam jener Teil des Orts an die Gemeinde Hörzendorf (die zunächst unter dem Namen Gemeinde Karlsberg geführt wurde) und somit zum Bezirk Sankt Veit an der Glan. Die Ortschaft gehörte damals zur Pfarre Pörtschach am Berg, die Post wurde damals von Maria Saal aus zugestellt.
Seit 1. Jänner 1972 gehört dieses Gebiet zur Gemeinde Sankt Veit an der Glan, die Häuser der Ortschaft war jedoch schon zuvor verlassen und die Ortschaft aufgelassen worden.

### Bevölkerungsentwicklung
Für die Ortschaft zählte man folgende Einwohnerzahlen:
- 1869: 2 Häuser, 10 Einwohner[10]
- 1880: 3 Häuser, 14 Einwohner[11]
- 1890: 1 Haus, 6 Einwohner[12]
- 1900: 1 Haus, 4 Einwohner[13]
- 1910: 1 Haus, 0 Einwohner[14]
- 1923: 1 Haus, 16 Einwohner[15]

## Ortschaft Prikalitz (Gemeinde Maria Saal)

### Geschichte
In der Steuergemeinde St. Peter am Karlsberg liegend, gehörte der südwestliche Teil des Orts in der ersten Hälfte des 19. Jahrhunderts zum Steuerbezirk Annabichl. Bei Bildung der Ortsgemeinden im Zuge der Reformen nach der Revolution 1848/49 kam dieser Teil des Orts an die Gemeinde St. Peter am Bichl und damit an den Bezirk Klagenfurt-Land; die Ortschaft gehörte zur Pfarre Karnburg, die Post wurde damals von Klagenfurt aus zugestellt.
Mit 1. Jänner 1973 wurde die Katastralgemeinde St. Peter am Karlsberg verkleinert und die politische Gemeinde St. Peter am Bichl aufgelöst; seither liegt Prikalitz in der Katastralgemeinde Karnburg und gehört zur Marktgemeinde Maria Saal. Das Koller-Wirtshaus, für das der Ort früher bekannt war, ist verlassen.

### Bevölkerungsentwicklung
Für die Ortschaft zählte man folgende Einwohnerzahlen:
- 1869: 2 Häuser, 15 Einwohner[17]
- 1880: 1 Haus, 9 Einwohner[18]
- 1910: 3 Häuser, 9 Einwohner[19]
- 1934: 10 Einwohner[20]
- 1961: 2 Häuser, 7 Einwohner[21]
- 2001: 3 Gebäude (davon 1 mit Hauptwohnsitz) mit 3 Wohnungen und 3 Haushalten; 2 Einwohner und 0 Nebenwohnsitzfälle[22]
- 2011: 3 Gebäude, 0 Einwohner[23]

In der Ortschaft gibt es 0 Arbeitsstätten (Stand 2011; 2001: 1) und 1 land- und forstwirtschaftlichen Betrieb (Stand 2001).